# Rue Maréchal-Bosquet
La rue Maréchal-Bosquet est une voie de circulation de la commune de Mont-de-Marsan, dans le département français des Landes.

## Présentation
La rue Maréchal-Bosquet est ouverte à la circulation automobile en sens unique d'est en ouest. Située dans l'ancien quartier du port de Mont-de-Marsan, elle donne accès aux cinq cales descendant vers la Midouze. Elle est connue des habitants comme l'ancienne « rue des cinémas » et se voit parfois surnommer la « rue Jaune » lors des fêtes de la Madeleine par allusion à la couleur des boissons anisées servies dans les bars qui la bordent.

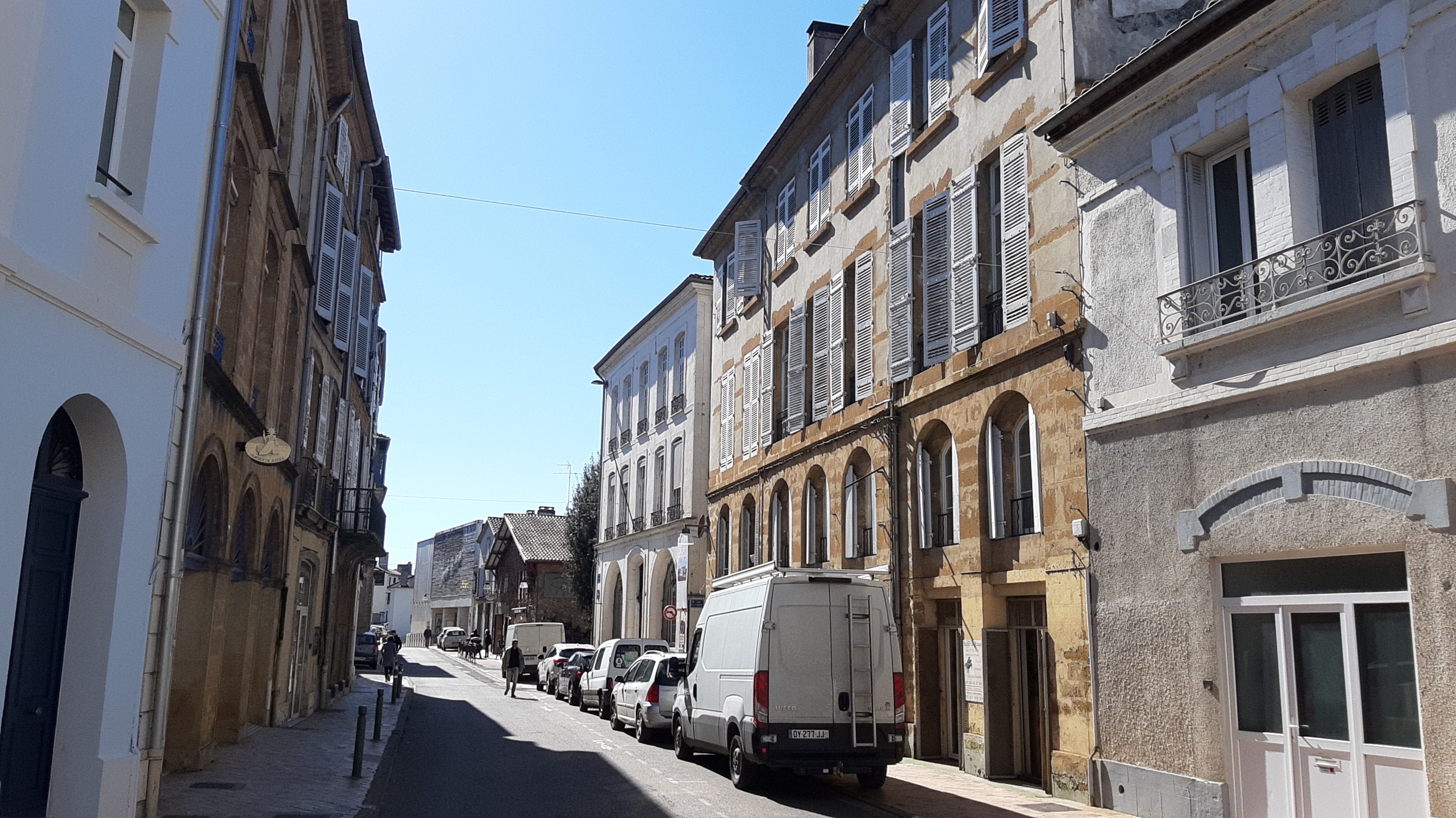
Vue générale de la rue

### Situation
Cette voie de circulation relie la place Joseph-Pancaut à la rue Charles-Despiau. Au nord, elle croise la cale du Commerce, la cale de la Marine, la cale des Chalands, la cale de la Midouze et la cale de la Batellerie. Au sud, elle rencontre la rue Pierre-et-Marie-Curie, l'impasse du Commerce, l'impasse Brioche et la rue Batelière.

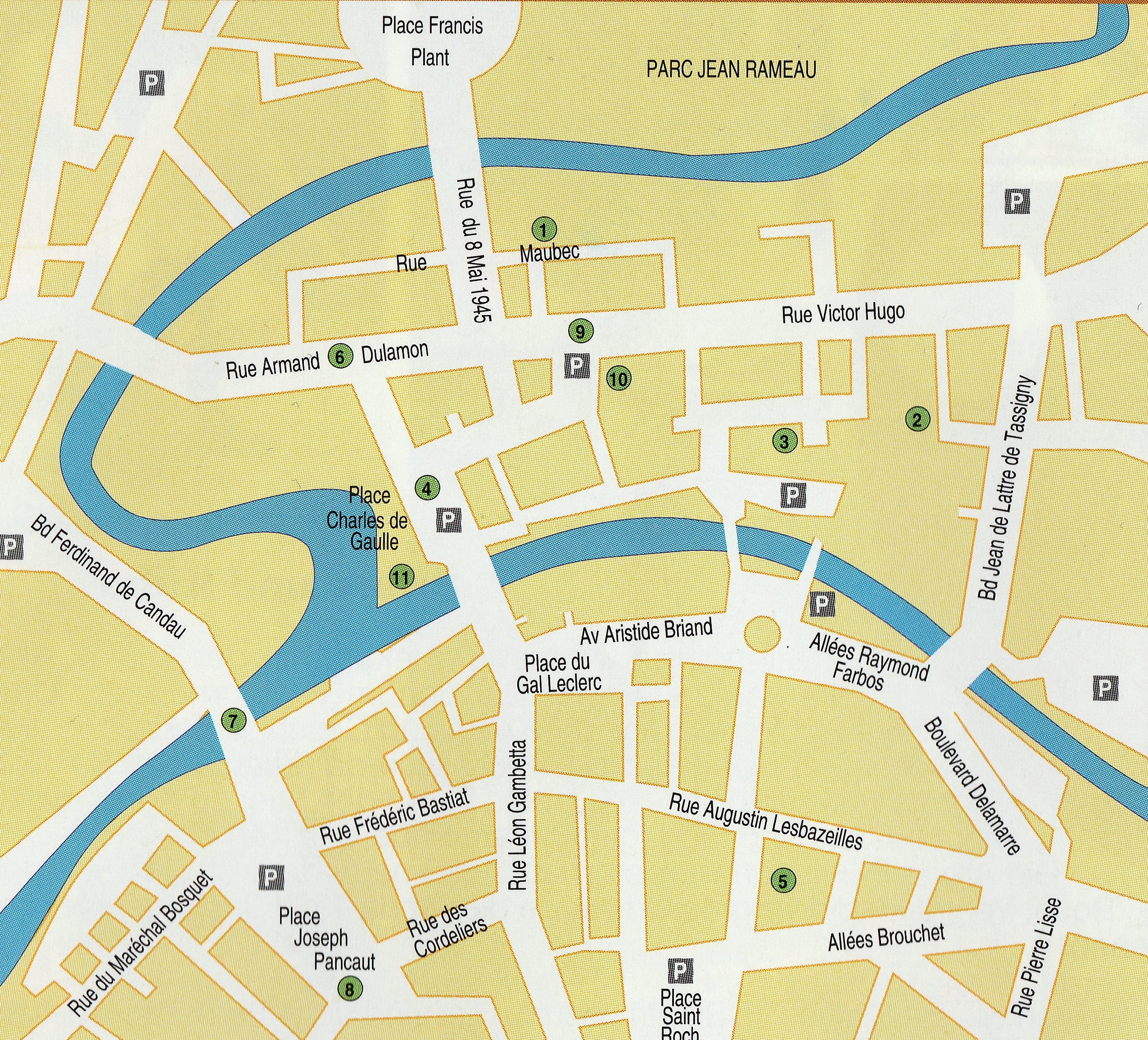
Situation de la place du Général-Leclerc

### Nom
L'artère est ainsi dénommée par décision du conseil municipal en ses séances des 14 et 18 avril 1899 en hommage à Pierre Bosquet, natif de la commune, dont la maison de naissance porte l'actuel n°9 de cette rue.
Elle est précédemment désignée « rue du Faubourg du Port » sur un acte de 1696, « rue publique du Port » puis « rue du Port » avant et pendant la Révolution française. Durant tout le XIXe siècle, elle prend le nom de « rue du Commerce », .

### Histoire
Moyen Âge
Au n°18, de vieilles photos attestent de la présence d'une maison ancestrale, appelée la maison des Angelots.
Sa façade, dotée d'une porte cochère, présente les particularités suivantes :
- une inscription en lettres gothiques énonce : « Étienne fit la présente maison, l'an 1491 », situant sa construction à la fin du Moyen Âge ;
- les linteaux de la fenêtre sont sculptés de deux cornes d'abondance d'où s'échappent des grappes de raisins. Sur chaque côté figurent deux angelots, figures d'enfants aux cheveux bouclés, coiffés de bonnets ornés de petites ailes[3].

La bâtisse accueille un temps une auberge. Abandonnée, elle est démolie pour permettre la construction d'un garage automobile puis du cinéma de la ville. La tradition orale rapporte que le roi François Ier aurait dormi dans cette maison au cours d'un séjour à Mont-de-Marsan vers 1525. Selon un historien local, Monsieur Dépruneaux, les têtes enfantines pourraient représenter les princes François et Henri de Valois, livrés en tant qu'otages à Charles Quint au moment de la libération de leur père François Ier, fait prisonnier après la bataille de Pavie.
La maison est démolie vers 1920. Ses fenêtres sont brisés et dispersées. Seul l'angelot de gauche a été sauvegardé.

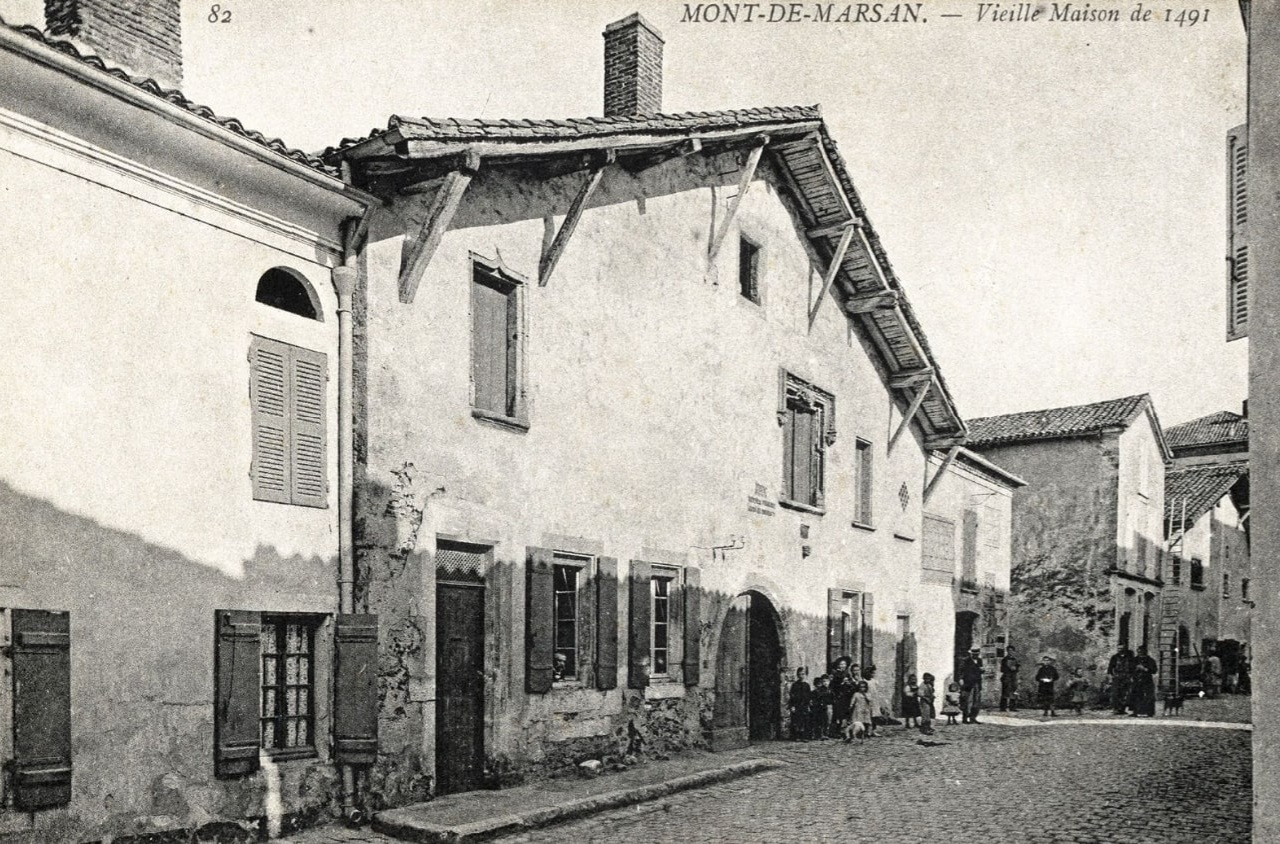
Façade la l'ancienne maison des Angelots
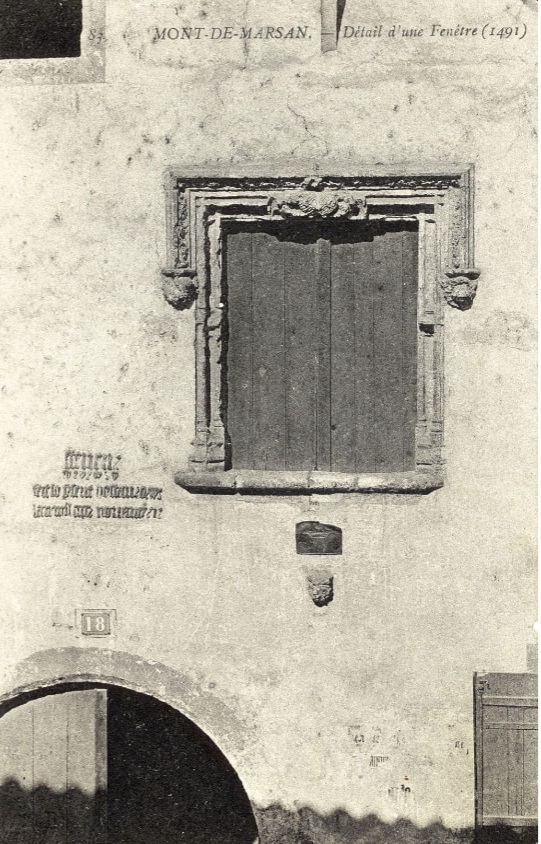
Fenêtre à linteaux sculptés et inscription gothique

XIXe siècle
En 1811, la rue est sur le parcours de la route impériale no 11 entre  Bordeaux et Bayonne. En 1824, lors de la renumérotation des routes, ce tracé reçoit le nom de route nationale 10. À Mont-de-Marsan, la route arrivant de Roquefort passe par l'actuelle rue Victor-Hugo, la place Abbé-Bordes, la rue Robert-Wlérick, la place Charles-de-Gaulle, avant de traverser l'actuel pont Gisèle-Halimi, d'emprunter la section de l'actuelle rue Léon-Gambetta située au nord du carrefour des Quatre-Cantons, de passer par la rue Frédéric-Bastiat, le nord de l'actuelle place Joseph-Pancaut, l'actuelle rue Maréchal-Bosquet et de quitter la ville par le quartier de Rigole sur la rive gauche de la Midouze en direction de Tartas, Dax et Bayonne.
La délibération du conseil municipal montois du 16 mai 1813 précise « la rue du Commerce est occupée presque en entier par des magasins ou des maisons habitées par des personnes tenant commerce ». Elle est alors bordée par les maisons des commerçants aisés tirant leurs revenus de l'activité portuaire et dont il reste des témoignages, tels de la maison Bié.
XXe siècle
Le 6 octobre 1913, le cortège conduisant Raymond Poincaré emprunte la rue alors décorée en allée forestière lors des fêtes présidentielles.
Deux cinémas sont exploités dans cette même rue : 
- l'Excelsior, devenu le Royal Cinéma au n°11, ouvre au public en août 1920. Pendant l'occupation[n 3], il offre aux Montois des films essentiellement allemands et italiens le dimanche. Il est également fréquenté par les troupes permissionnaires allemandes en tant que soldatenkino (« cinéma pour les soldats »)[5] ;
- le complexe Ciné-lands au n°18 (à la place de l'ancienne maison des angelots), créé en 1977[1]. En 1994, le Royal s'installe au n°18, avant de fermer définitivement en 2021.

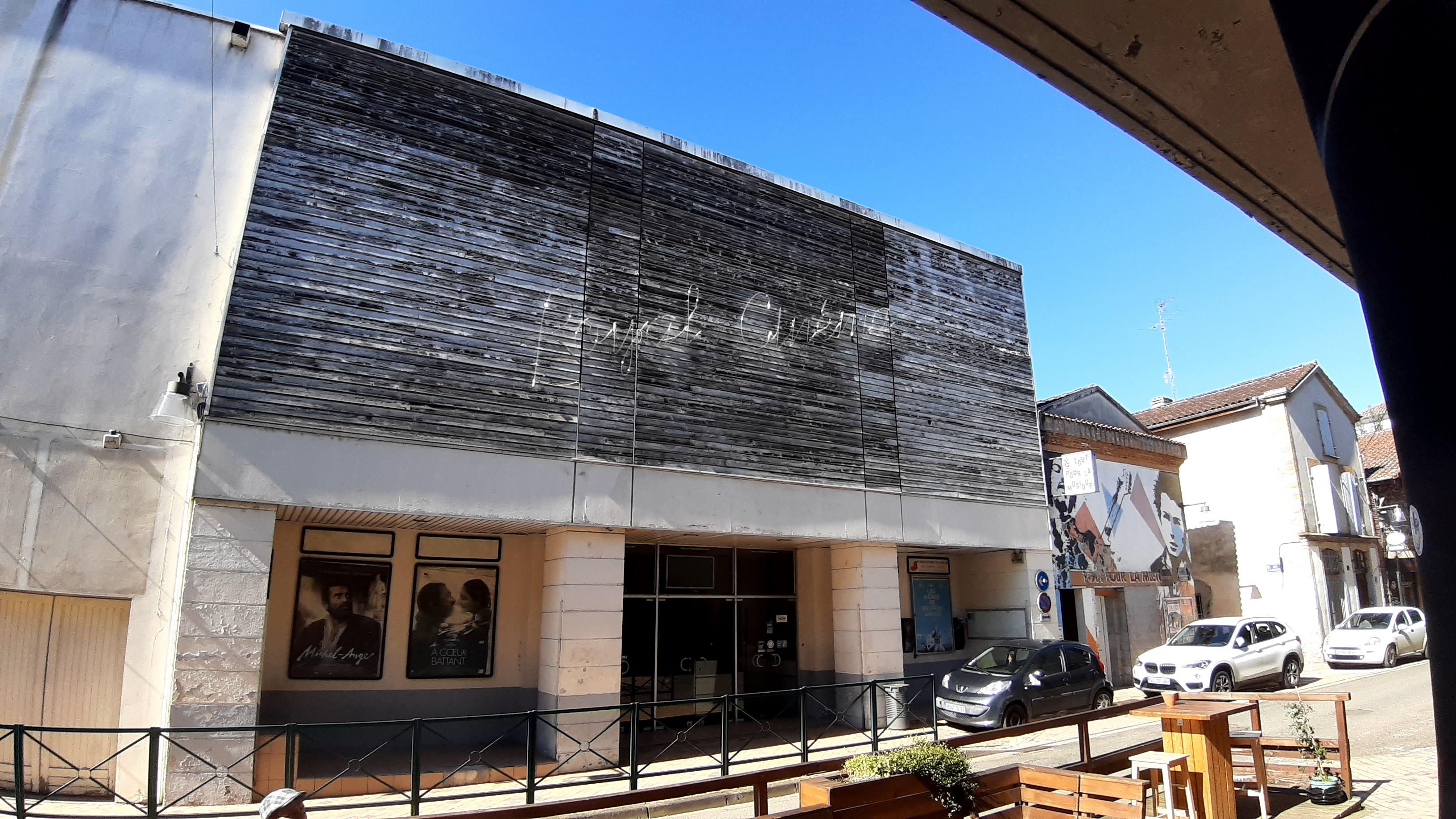
Ancien Royal Cinéma au no 18 rue Maréchal-Bosquet
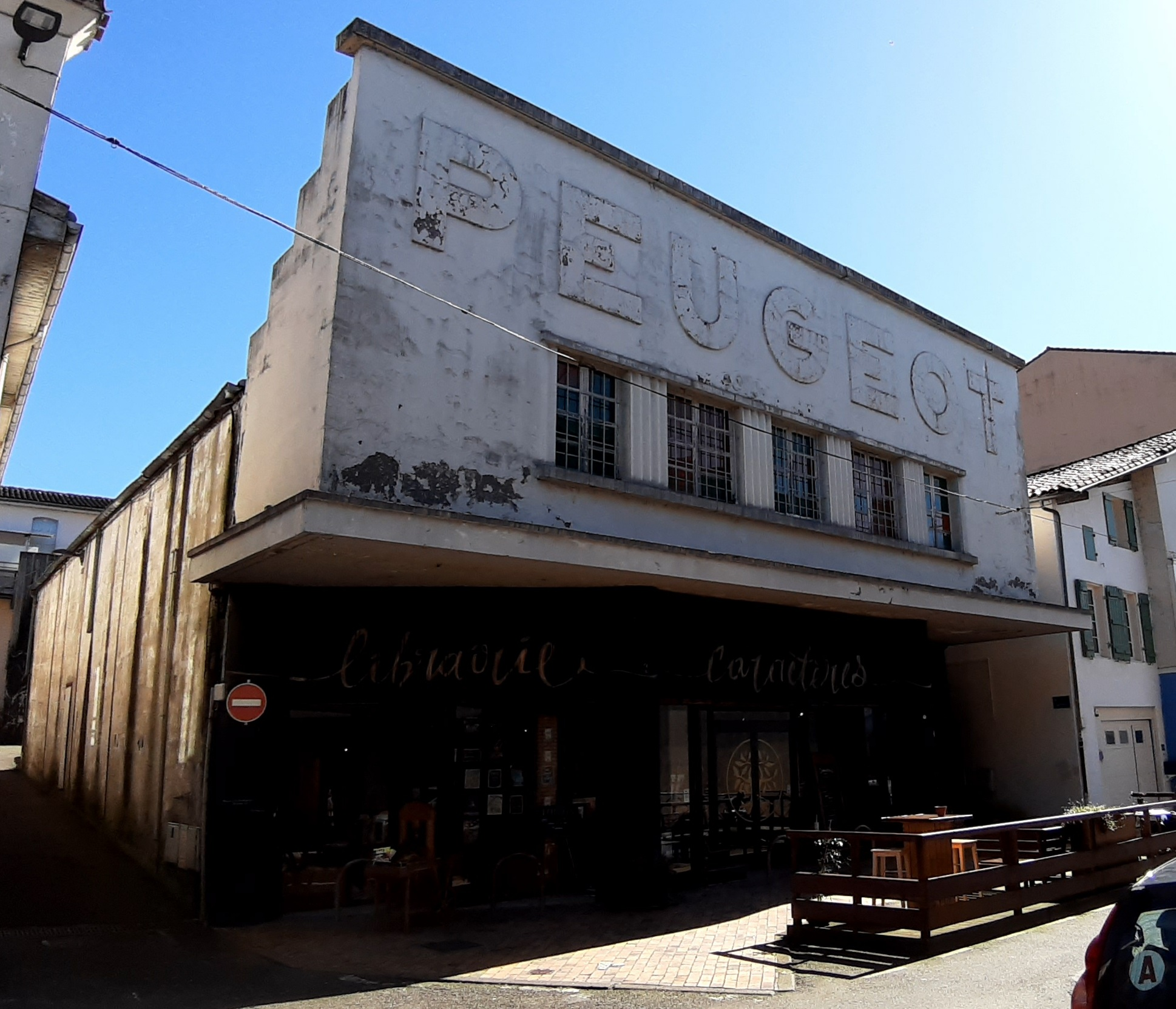
Ancien garage Peugeot au no 15

En 1951, la maison Bié est racheté par la sécurité sociale qui y emménage ses services administratifs. De 1974 à 1977, le bâtiment accueille les bureaux de la conservation des hypothèques et du cadastre.

## Bâtiments remarquables et lieux de mémoire
- no 2 : temple  maçonnique depuis 1910[1] ;
- no 7 : Le Cercle des Citoyens. Fondé en 2000, il est le seul cercle de Gascogne en milieu urbain[1] ;
- no 8 : Maison Bié ;
- no 9 : Maison de naissance du Méréchal Bosquet. Le 8 novembre 2010, une plaque commémorative est apposée sur le pignon à l'occasion du 200e anniversaire de sa naissance.

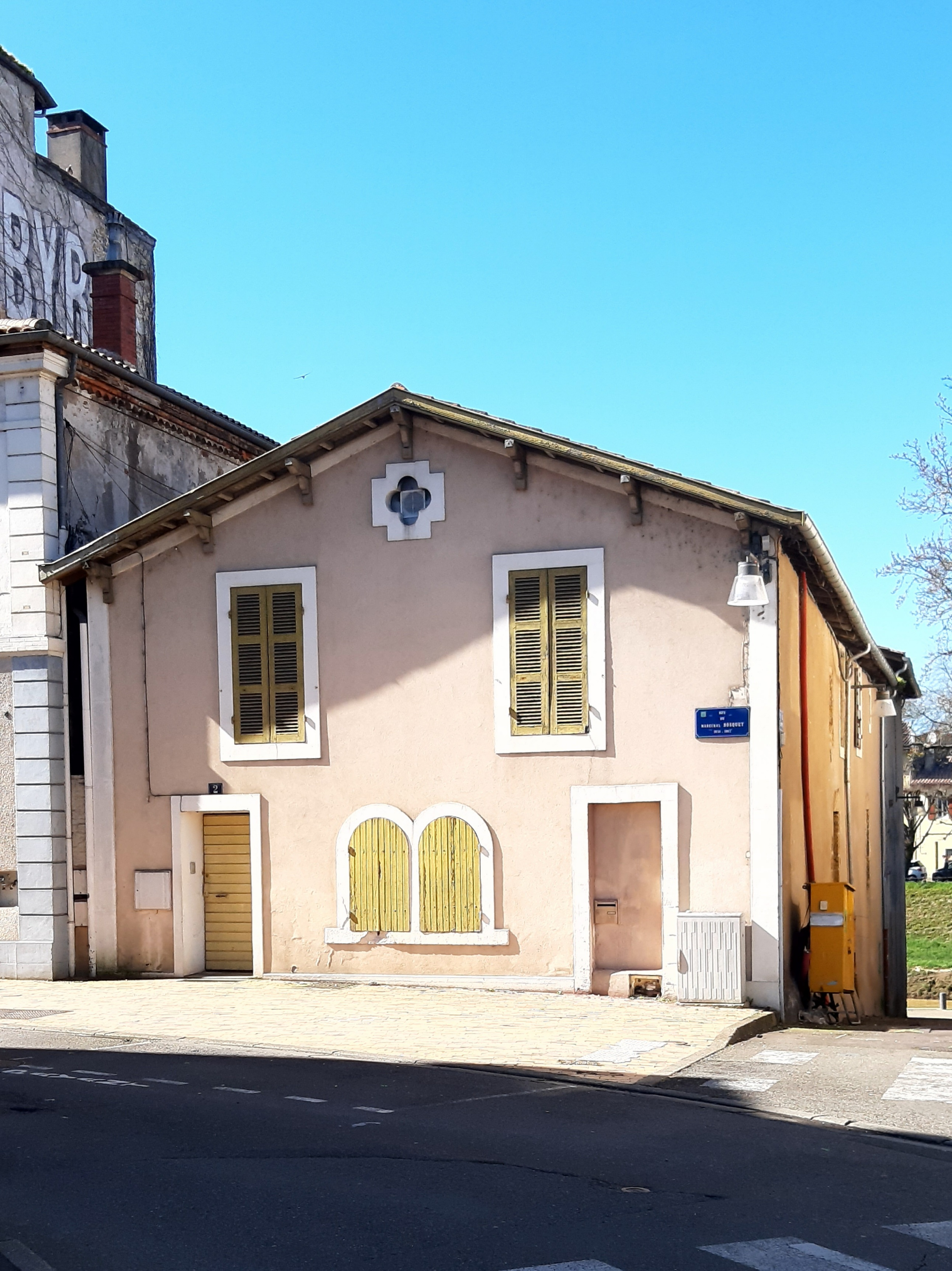
no 2 : temple de la loge maçonnique du devoir social.
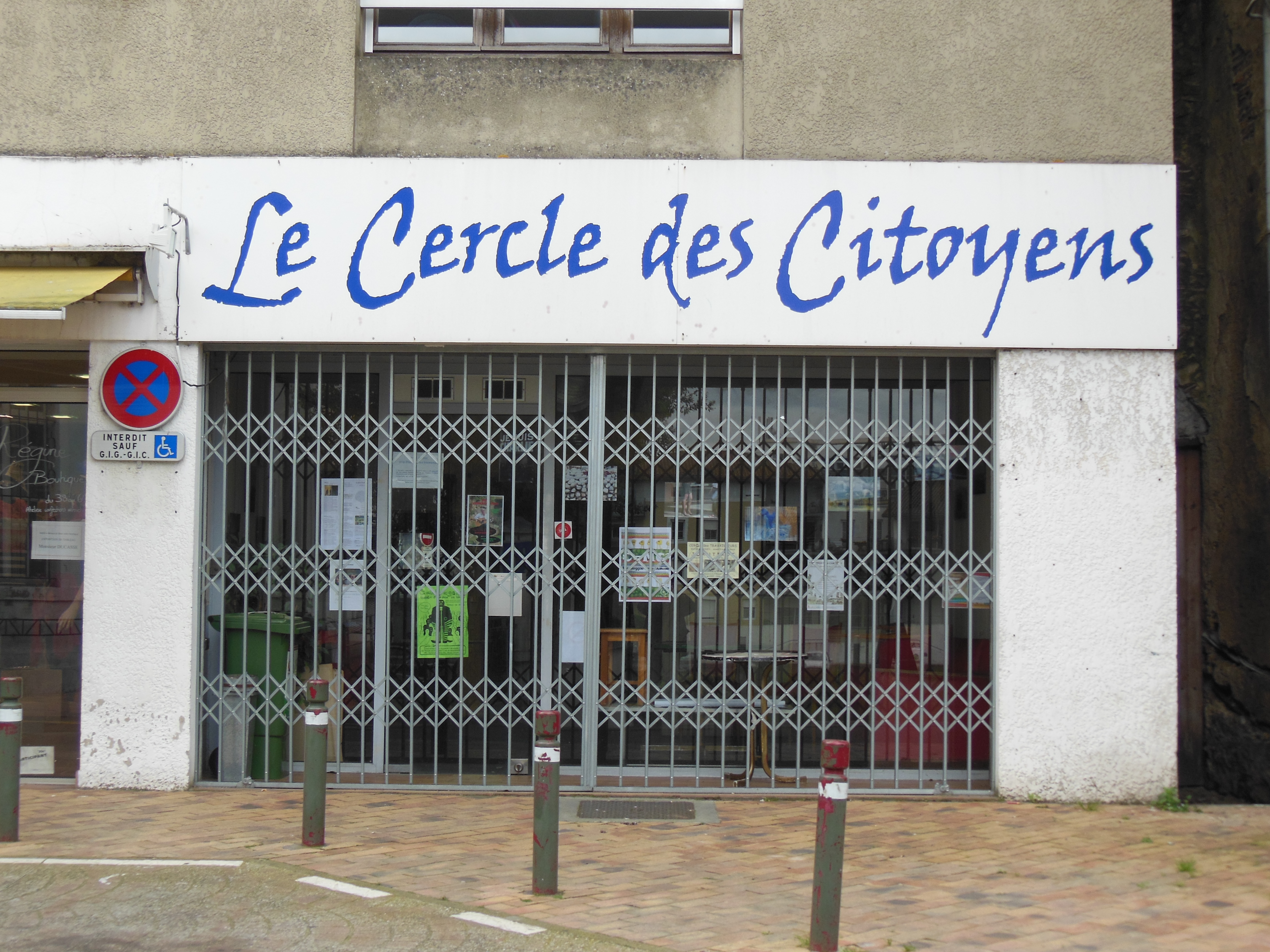
no 7 : Le Cercle des Citoyens
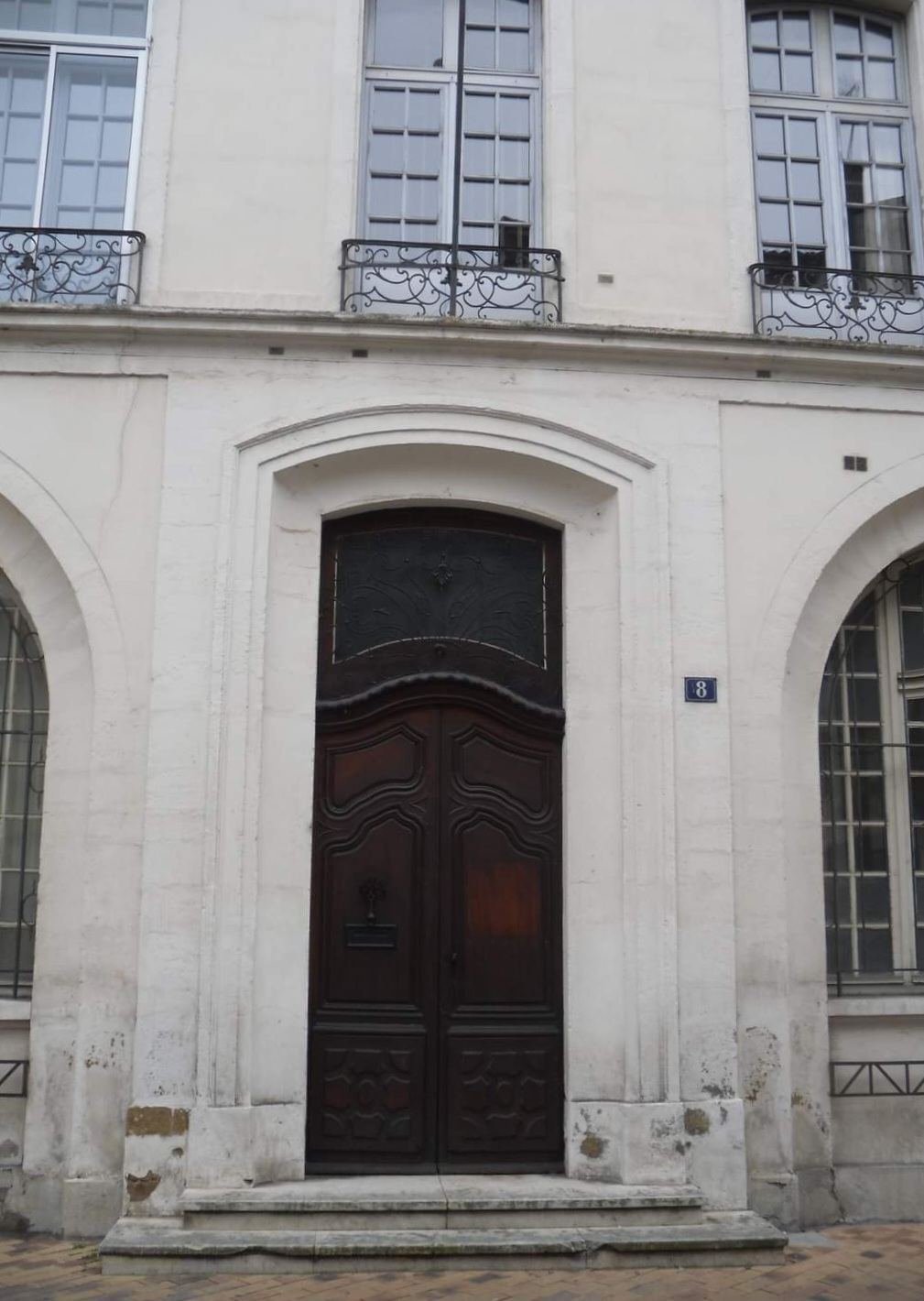
no 8 : Porte d'entrée principale de la maison Bié
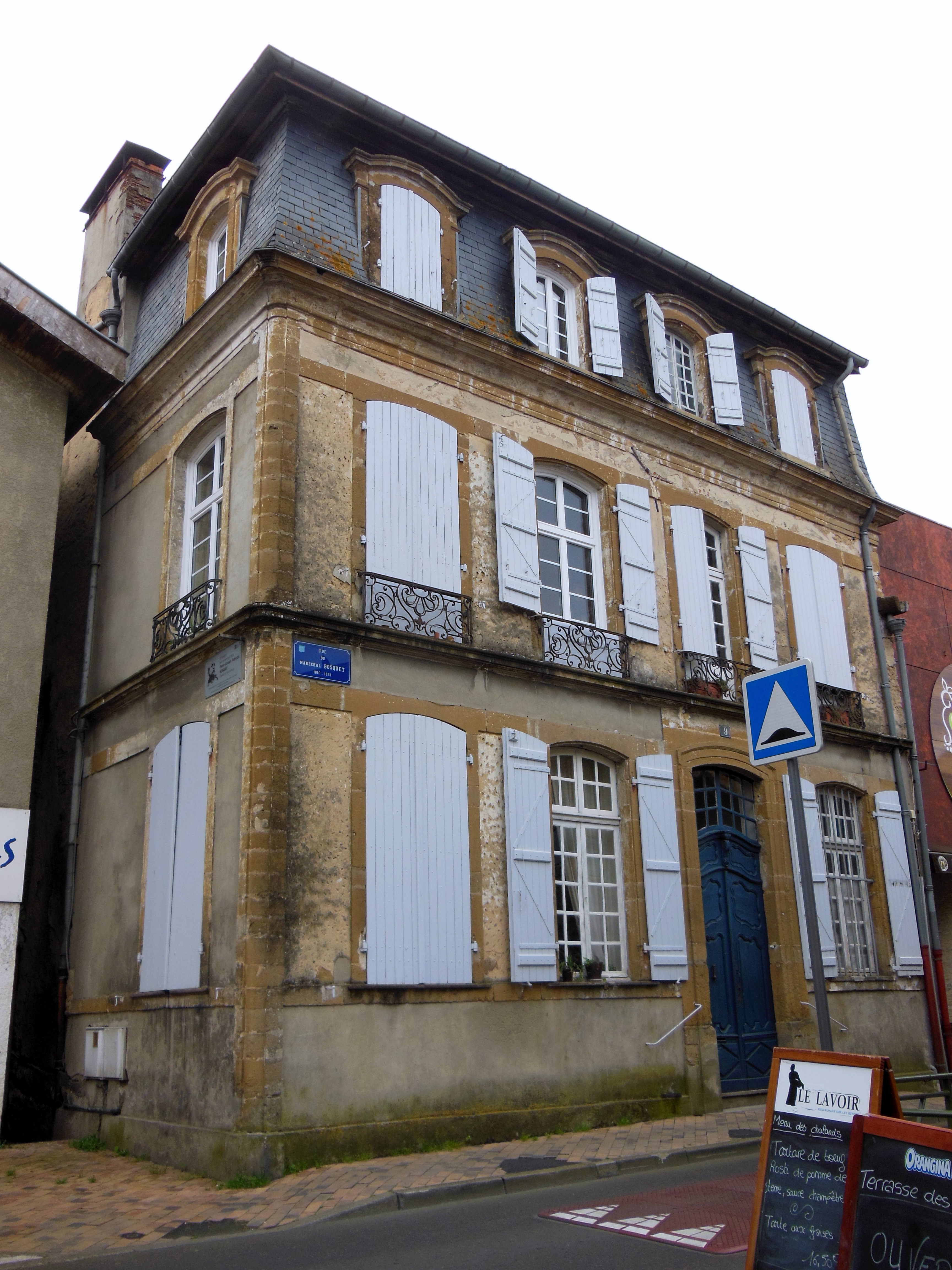
no 9 : Maison natale du Maréchal Bosquet